# Sun Myung Moon
Sun Myung Moon (tiếng Hàn: 문선명, âm Hán Việt: Văn Tiên Minh; nguyên danh là Mun Yong-myeong, Văn Long Minh, 25 tháng 2 năm 1920 – 3 tháng 9 năm 2012) là một người Hàn Quốc, được biết đến là người sáng lập ra Giáo hội Thống Nhất. Ông cũng tự xưng là đấng cứu thế. Vì ông họ Moon nên tín đồ của Giáo hội Thống nhất theo tiếng Anh còn gọi là "Moonies". Họ đạo này hoạt động ở 194 quốc gia trên thế giới, nổi tiếng với việc tổ chức đám cưới tập thể cho các hội viên lấy nhau. 
Ông Moon cũng được biết đến là một ông trùm truyền thông và nhà hoạt động. Giáo hội tuyên bố có từ 5 triệu – 7 triệu tín đồ trên toàn thế giới, mặc dù một số cựu tín đồ và một số nhà phê bình  giáo hội cho rằng con số này chỉ là 100.000 tín đồ, và thường thu hút được sự chú ý của các phương tiện truyền thông khi tổ chức đám cưới tập thể cho các hội viên đôi khi lên tới hàng ngàn với nhau do ông và vợ chủ trì. Năm 1992, có tới 30.000 cặp đôi đã được ghép thành vợ chồng trong buổi lễ tại sân vận động Jamsil ở Seoul. Tháng 2 năm 2010, thêm 7000 cặp đôi nữa tại Hàn Quốc được ông Moon chủ trì hôn lễ.

## Tiểu sử
Sinh năm 1920 tại tỉnh Jongju ở phía Bắc thủ đô Bình Nhưỡng của Bắc Triều Tiên, ông đã sáng lập giáo phái Giáo hội Thống nhất năm 1954 sau khi cuộc chiến tranh Triều Tiên kết thúc. Năm 1957 ông bắt đầu truyền giảng cách hiểu mới của mình đối với các bài học trong Kinh thánh tại Nhật trước khi chuyển tới Mỹ năm 1972.
Ông đã từng 6 lần vào tù. Năm 2003, tranh cãi lớn đã nổ ra khi ông có một bài thuyết giáo khẳng định việc tàn sát người Do thái trong thế chiến 2 là cái giá phải trả cho việc giết hại Jesus.